# پارک شبه‌ملی شیموکیتا هانتو
پارک شبه‌ملی شیموکیتا هانتو (به لاتین: Shimokita Hantō Quasi-National Park) یک پارک شبه‌ملی و منطقهٔ مسکونی در ژاپن است که در Honshū, Japan واقع شده‌است.